# 俗名 (化学)

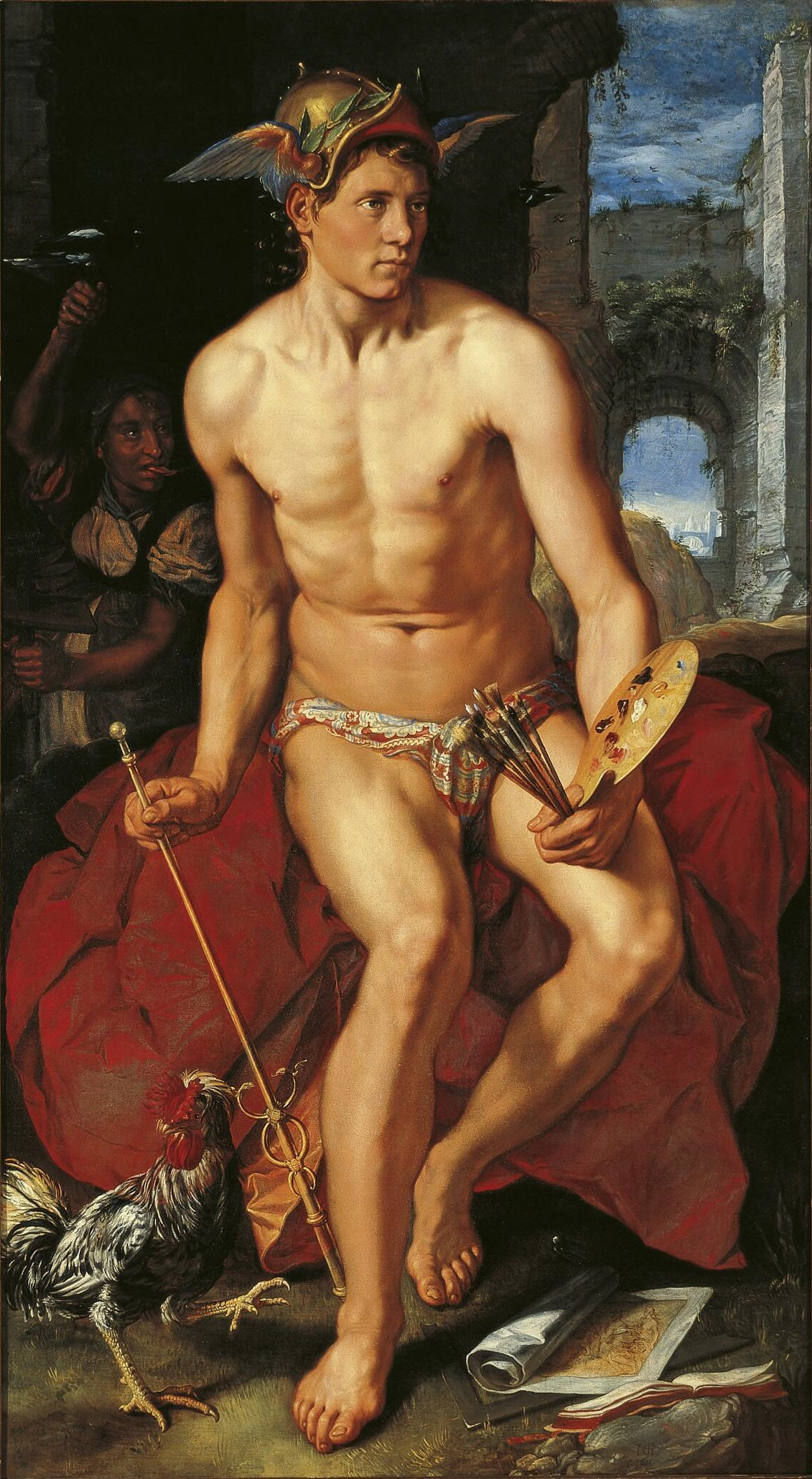
元素汞英文名（mercury）以同名的罗马神话人物墨丘利（mercury）命名（亨德里克·霍尔齐厄斯的画作）

在化学中，俗名（trivial name）是化学物质的非系统名称。也就是说，该名称不属于任何正式的化学命名体系，正式的系统命名例如IUPAC无机化学命名法或IUPAC有机化学命名法。俗名不是正式名称，通常是常用名。例如：氯化钠的俗名是食盐。
一般来说，俗名并不能很好地描述被命名事物的本质属性。例如，化合物的分子结构等属性并没有被指明。而且，在某些情况下，俗名可能会产生歧义，或者在不同的行业或不同的地理区域有不同的含义（例如，像白色金属这样的俗名可能意味着不同的东西）。俗名更简单。因此，有限数量的俗名化学名称被保留为命名法中公认的一部分。
俗名经常出现在日常语言中；它们可能来自历史用法，例如炼金术。许多俗名的出现早于正式命名惯例的制定。名称可以基于化学物质的性质，包括外观（颜色、味道或气味）、稠度和晶体结构；发现地点或发现者的家乡；科学家的名字；神话人物；天体；分子的形状；甚至虚构的人物。所有被分离的元素都有俗名。

## 定义
在科学文献、国际条约、专利和法律定义中，化学品的名称需要能够明确标识它们。系统名称可以满足这一需求。国际纯粹与应用化学联合会（IUPAC）于1950年建立了这样一个系统。美国化学学会、国际标准化组织和世界卫生组织也开发了其他系统。然而，化学家仍然使用许多不系统的名称，因为它们是传统的，或者因为它们比系统名称更方便。这些被称为琐碎名称或通俗名称。英语 trivial 现今意思为“琐碎的、不重要的”，通常用于贬义，但古语意思是“平凡的、通俗的、普遍的”（commonplace）。
除了俗名外，化学家还通过在俗名的词干后附加标准符号来构造半俗名的名称。一些俗名和半俗名的名称被广泛使用，以至于被国际纯粹与应用化学联合会（IUPAC）正式采用；这些名称被称为化学保留名称。

## 延伸阅读
- Andraos, John.  (PDF). careerchem.com. Canaca.com.   [3 November 2013].
- Irving, H. M. N. H.  (PDF). Pure and Applied Chemistry. 1978, 50: 338–370  [3 November 2013]. doi:10.1016/b978-0-08-022382-7.50003-6. （原始内容 (PDF)存档于4 March 2016）.
- Koppenol, W. H.  (PDF). Pure and Applied Chemistry. 2002, 74 (5): 787–791. S2CID 95859397. doi:10.1351/pac200274050787.
- Leigh, G. J.  2011. Cambridge: Royal Society of Chemistry. 2011. ISBN 9781849730075.
- Leigh, Jeffrey. . Chemistry International. 2012, 34 (5)  [3 November 2013].
- May, Paul W. . London: Imperial College Press. 2008. ISBN 978-1-84816-207-5.
- Nickon, Alex; Silversmith, Ernest F. . Pergamon. 1987. ISBN 0-08-034481-X.
- Sonneveld, W. B.; Loening, K. L. . Strehlow, Richard A.  (编). . Philadelphia, PA: ASTM STP 991. 1988: 23–28. ISBN 9780803111837.